# XO-2 (étoiles)
Pour les articles homonymes, voir XO-2.
XO-2 est un système composé de deux étoiles toutes deux entourées chacune de deux planètes. Il système est distant d'environ 500 années-lumière du Système solaire dans la constellation du Lynx. Ces deux étoiles, de type spectral K0 V, sont légèrement plus froides que le Soleil et sont quasi identiques l'une à l'autre.
XO-2N et XO-2S sont distantes d'approximativement 4 600 UA, soit près de 700 milliards de kilomètres.

## Systèmes planétaires des deux étoiles
- XO-2 N (ou XO-2 B), située au nord, est entourée d'une planète nommée XO-2 N b (ou XO-2 Bb), découverte en 2007. En 2015 en est découverte une deuxième, XO-2 N c (ou XO-2 Bc).
- XO-2 S (ou XO-2 A), au sud, est entourée d'au moins deux planètes, XO-2 S b (ou XO-2 Ab) et XO-2 S c (ou XO-2 Ac) et peut-être d'une troisième.

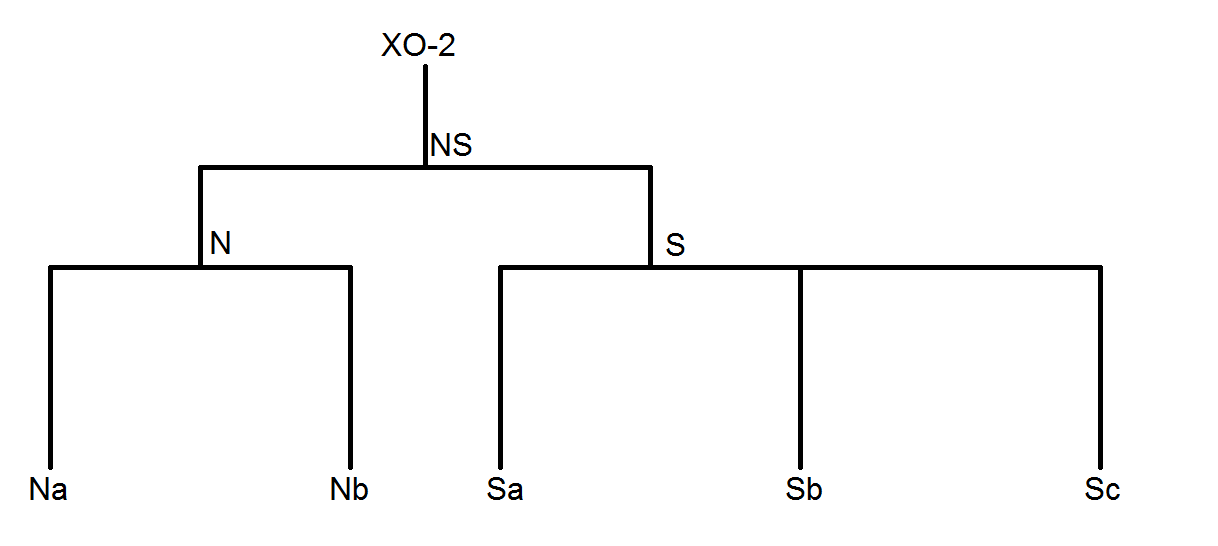
Structure hiérarchique de XO-2. Na et Sa sont les étoiles, le "a" indiquant que c'est le premier membre de leur sous-système.

Il s'agit du premier cas confirmé de binaire large (c'est-à-dire dont les deux étoiles sont séparées d'une grande distance) où les deux composantes abritent des planètes.
La découverte du système a été faite grâce au Télescope XO (en).